# Carl Gustaf Reutercrona
Carl Gustaf Reutercrona, född 12 maj 1717, död 5 mars 1793, var en svensk vice landshövding.

## Bana
Reutercrona blev lantjägare 27 juni 1737, interimsauditör vid Västmanlands regemente under 1740-talet, auditör 25 juni 1741 och hovjunkare 3 november 1746. Han erhöll avsked 19 december 1747.
Reutercrona blev häradshövding i Vättle, Flundre med flera härader i Västergötland 23 december samma år och adjungerad ledamot av Göta hovrätt 15 februari 1753. Reutercrona blev vice landshövding i Jönköpings län för sex veckor 31 juli 1776. Han erhöll på begäran avsked 13 maj 1778.

## Utmärkelser
Reutercrona erhöll lagmans namn, heder och värdighet 29 juni 1762.

## Familj
Carl Gustaf Reutercrona var son till ryttmästaren Matthias Reutercrona och Anna Beata Reuterswärd, dotter till majoren Anders Reuterswärd. Han var bror till Erik Reutercrona.
Han gifte sig första gången med Abela Juliana Hammarberg, dotter till presidenten i Svea hovrätt Henrik Hammarberg och Abela Juliana Silfwerschöld och andra gången 1761 med Gertrud Christina von Schewen, dotter till kaptenen Christpher Fredrik von Schewen och Maria Christina Gyllenram.